# Lew Iljitsch Loschinski
Lew Iljitsch Loschinski (russisch Лев Ильич Лошинский; * 17. Januar 1913 in Warschau; † 19. Februar 1976 in Moskau) war ein sowjetischer Schachkomponist.

## Schachkomposition
Seit 1928 publizierte Loschinski über 500 Kompositionen, davon waren 300 Gemeinschaftsproduktionen, zu denen insgesamt 43 andere Autoren gehörten. Über 400 seiner Werke erhielten Auszeichnungen, darunter 166 erste Preise. Auf den FIDE-Turnieren belegte er zwischen 1958 und 1962 mehrfach Medaillenränge bei den Dreizügern und erhielt dafür Gold, Silber und Bronze. Er war 14facher UdSSR-Meister vorwiegend bei Zwei- und Dreizügern.
|   | a | b | c | d | e | f | g | h |   |
| 8 |   |   |   |   |   |   |   |   | 8 |
| 7 |   |   |   |   |   |   |   |   | 7 |
| 6 |   |   |   |   |   |   |   |   | 6 |
| 5 |   |   |   |   |   |   |   |   | 5 |
| 4 |   |   |   |   |   |   |   |   | 4 |
| 3 |   |   |   |   |   |   |   |   | 3 |
| 2 |   |   |   |   |   |   |   |   | 2 |
| 1 |   |   |   |   |   |   |   |   | 1 |
|   | a | b | c | d | e | f | g | h |   |

Lösung:

Als Schlüsselzug dient eine dreifache Schachprovokation mit Turmopfer.

1. Te6–g6 droht 2. Sg5–h3+ g4xh3 3. Lh4–g3 matt

1. … f7xg6+ 2. Sc3–d5+! Tb5xd5 3. Db8–f8 matt 2. … Lc4xd5+ 3. e5–e6 matt

nicht aber 2. d5? Txd5 3. Df8+ Kxe5!

1. … f7–f6+ 2. d4–d5! Tb5xd5 3. Sg5–e6 matt 2. … Lc4xd5+ 3. e5–e6 matt

nicht aber 2. Sd5+? Txd5 3. Se6+ Kxe4!

1. … f7–f5+ 2. Le4–d5! Tb5xd5 3. Sg5–e6 matt 2. … Lc4xd5+ 3. e5–e6 matt

nicht aber 2. d5? fxe4! oder 2. Sd5+? Txd5!

Ein dreifacher Nowotny in ansprechender Form.
Außerordentlicher Erfindungsreichtum und hohe Kompositionstechnik erlaubten es ihm, komplizierte und originelle Ideen in künstlerisch ansprechender Form darzustellen. Unter den Zweizügern interessierten ihn Tasks, seine theoretischen Arbeiten trugen zur Weiterentwicklung der Zweizügerthematik bei. Der Dreizüger war sein Hauptbetätigungsfeld. Hier waren seine Interessen breit gefächert. Neben logischen und strategischen Themen leistete er einen wesentlichen Beitrag zur schwarzen Schnittpunktthematik (Nowotny, Plachutta, Grimshaw u. a.). Mehrzüger komponierte er seltener. Hier zeigte er, dass die schwierigsten Vorwürfe unter Beachtung ästhetischer Normen realisierbar sind. Loschinski steckte neue Kriterien für Tiefe und strenge Logik ab und verband sie mit vollkommener Konstruktion. Er arbeitete eine Reihe neuer Themen aus und belebte andere wieder.
Bereits 1956 wurde Loschinski zum Internationalen Schiedsrichter für Schachkomposition ernannt. 1962 wurde er Verdienter Meister des Sports der UdSSR im Schach. 174 seiner Aufgaben gelangten in die FIDE-Alben. 1972 erhielt er als eine der ersten vier Personen den Titel des Großmeisters für Schachkomposition.

## Beruf
Loschinski war Mathematiker.